# 22474 Frobenius
22474 Frobenius (1997 ED8) là một tiểu hành tinh vành đai chính được phát hiện ngày 8 tháng 3 năm 1997 bởi P. G. Comba ở Prescott.